# 格勒迪什泰亞鄉 (沃爾恰縣)
44°52′N 23°49′E / 44.867°N 23.817°E
格勒迪什泰亞鄉（羅馬尼亞語：Comuna Grădiștea, Vâlcea），是羅馬尼亞的鄉份，位於該國西南部，由沃爾恰縣負責管轄，處於布加勒斯特以西190公里，每年平均降雨量1,062毫米，海拔高度282米，2002年人口2,994。